# Сидорівка (Стрийський район)
Си́дорівка — село в Україні, в Стрийському районі Львівської області. Населення становить 296 осіб.

## Політика

### Парламентські вибори, 2019
На позачергових парламентських виборах 2019 року у селі функціонувала окрема виборча дільниця № 460401, розташована у приміщенні народного дому.
Результати
- зареєстровано 163 виборці, явка 74,85 %, найбільше голосів віддано за «Слугу народу» — 27,05 %, за «Європейську Солідарність» — 15,57 %, за «Голос» — 14,75 %.[2] В одномандатному окрузі найбільше голосів отримав Андрій Кіт (самовисування) — 56,67 %, за Євгенія Гірника (самовисування) — 9,17 %, за Олега Канівця (Громадянська позиція) і Василя Загородного (самовисування) — по 8,33 %[3].

## Пам'ятка
- Дерев'яна церква св. Дмитра від 1844 року. Перебудована у 1926.

## Відомі люди
В селі народилась дружина Войцеха Дідушицького графиня Северина Дідушицька (17.VIII.1852—1925), донька графа Олександра Станіслава, подружжю у Львівському катедральному костелі в одній із стін вмуровано пам'ятну плиту).